# Quasigroupe
En mathématiques, et plus précisément en algèbre générale, un quasigroupe, ou quasi-groupe , est un ensemble muni d'une loi de composition interne (un magma) pour laquelle (en pensant cette loi comme une multiplication), il est possible de diviser, à droite comme à gauche, le quotient à droite et le quotient à gauche étant uniques. En d'autres termes l'opération de multiplication à droite est bijective, de même que celle de multiplication à gauche. La loi n'est pas nécessairement associative, et si elle l'est, le quasigroupe est un groupe.

## Présentation
La table de Cayley d'une loi de groupe vérifie une propriété dite de réarrangement[réf. nécessaire] : 
chaque élément du groupe apparaît une fois et une seule dans chaque ligne et chaque colonne de la table.
Mais une loi dont la table satisfait cette propriété n'est pas nécessairement la loi d'un groupe.
La loi obtenue est cependant « quasiment » celle d'un groupe, d'où, probablement, le nom de « quasigroupe » donné aux structures correspondantes.
La propriété de réarrangement peut s'exprimer de manière plus formelle :
- dire qu'un élément apparaît une fois et une seule sur chaque ligne revient à affirmer que pour tous x et z, l'équation   x * y = z a une et une seule solution en y ;
- de même, dire qu'un élément apparaît une fois et une seule sur chaque colonne revient à affirmer que pour tous y et z, l'équation   x * y = z a une et une seule solution en x.

## Définition formelle
Un quasigroupe est un magma ({\displaystyle E} , ✶) non vide tel que la multiplication à gauche par un élément {\displaystyle a} quelconque : {\displaystyle x\mapsto a*x} est une bijection de {\displaystyle E}, ainsi que la multiplication à droite {\displaystyle y\mapsto a*y} .
Autrement dit, pour tout couple {\displaystyle (a,b)} l'équation {\displaystyle a*x=b} a une unique solution en {\displaystyle x} et l'équation {\displaystyle y*a=b} a une unique solution en {\displaystyle y}.
Un carré latin est une matrice {\displaystyle n\times n} remplie avec {\displaystyle n} symboles différents d'une façon telle que chaque symbole apparaisse exactement une fois par ligne et une fois par colonne. La table d'un quasigroupe fini est un carré latin, et un carré latin est la table d'un quasigroupe fini.

## Exemples
- Tout groupe.
- Tout système triple de Steiner.
- L'ensemble des éléments non nuls d'une algèbre de dimension finie sans diviseurs de zéro (par exemple les octonions non nuls).
- Rn avec l'opération x * y = (x + y) / 2. Plus généralement, tout espace vectoriel sur un corps commutatif de caractéristique différente de 2 muni de cette opération.

## Structures dérivées
- Un quasigroupe avec un élément neutre (nécessairement unique) est appelé une boucle (loop en anglais). D'après la définition des quasigroupes, tout élément d'une boucle a un inverse à droite et un inverse à gauche, uniques mais non nécessairement égaux.
- Un Moufang ou une boucle de Moufang est un quasigroupe (E, *) dans lequel, pour tous a, b et c :{\displaystyle (a*b)*(c*a)=(a*(b*c))*a.}Comme son nom le suggère, une boucle de Moufang est une boucle.

## Principales propriétés
- Tout quasigroupe associatif est un Moufang, donc une boucle.
- Toute boucle associative est un groupe.
- Par conséquent, un quasigroupe est un groupe si et seulement si sa loi est associative.
- La loi d'un quasigroupe est régulière (ou simplifiable).

En effet, une loi est régulière à gauche si et seulement si les multiplications à gauche sont toutes injectives, et régulière à droite si et seulement si les multiplications à droite sont toutes injectives.
- La réciproque est valide dans le cas fini puisqu'une injection d'un ensemble fini dans lui-même est une bijection : un magma ({\displaystyle E} , ✶)  fini est un quasigroupe si et seulement si sa loi est régulière.

- Il existe des magmas infinis réguliers qui ne sont pas des quasigroupes.

Il suffit de considérer l'addition sur ℕ*. En effet, c'est un magma régulier car si a + x = a + y ou x + a = y + a, alors clairement x = y. Par contre, ce n'est pas un quasigroupe car 1 + x = 1 n'a aucune solution.
- La « division » est toujours possible dans un quasigroupe.

Soit « • » la correspondance de {\displaystyle E\times E} dans {\displaystyle E} définie par :
{\displaystyle \forall x\in E,\forall y\in E,\forall z\in E,[(x,y)\bullet z]\Leftrightarrow [z*y=x].}
Cette correspondance est intuitivement « l'opération inverse » de l'opération {\displaystyle *\,}, autrement dit une « division »;
C'est une application car ✶ est régulière. C'est donc une loi de composition interne : {\displaystyle (E,\bullet )} est un magma, et la « division » • s'applique donc à tous les couples de {\displaystyle E^{2}}.
- Un quasigroupe associatif est un groupe.